# Jørgen Christian Aall Sandberg
Jørgen Christian Aall Sandberg, född 1850 i Skien, död 1942, var en norsk läkare, son till Ole Rømer Aagaard Sandberg (1811–1883).
Sandberg var 1881–1893 föreståndare för Rosenbergs asyl för sinnessjuka i Bergen och från 1894 direktör för Bergens kommunala sjukhus och överläkare vid den kirurgiska avdelningen där. Han författade en mängd uppsatser i medicinska facktidskrifter.